# 6-я горнопехотная дивизия СС «Норд»
6-я горнопехотная дивизия СС «Норд» (нем. 6. SS-Gebirgs-Division „Nord“) — тактическое соединение войск СС нацистской Германии. В сентябре 1942 года в Финляндии из дивизии СС «Норд» переименована в горнопехотную дивизию СС «Норд». При нумерации дивизий войск СС дивизия получила 22 октября 1943 номер 6. Дивизия сдалась американским частям в апреле 1945 года в Баварии.

## Возникновение
Ещё в конце апреля 1940 года в Норвегию были переброшены 6-й и 7-й штандарты (полки) соединения СС «Мёртвая голова», которые были сформированы в Праге и Берлине соответственно.
В феврале 1941 года их изъяли из ставшего уже формальным ведения Теодора Эйке и 24 февраля переименовали в 6-й и 7-й пехотные полки СС, а 28 февраля 1941 года объединили эти два полка войск СС с небольшим штабом и некоторым количеством частей центрального подчинения. Однако этих сил не хватало для укомплектования соединения до штатов дивизии, поэтому это объединение получило название — боевая группа СС «Норд» (SS-Kampfgruppe «Nord»).
Хронологически порядок переименования был следующим:
- март 1941: SS-Kampfgruppe «Nord»
- июнь 1941: SS-Division «Nord»
- май 1942: SS-Gebirgs-Division «Nord»
- октябрь 1943: 6. SS-Gebirgs-Division «Nord»

## Использование
Перед самым нападением на СССР, в июне 1941 года, боевую группу СС «Норд» перебросили в Финляндию, где она и приняла участие во вторжении, действуя на Карельском направлении и подчиняясь, в оперативном отношении, 36-му армейскому корпусу вермахта. После объявления Финляндией войны Советскому Союзу 25 июня 1941 года, эта группа не смогла прорвать позиции Красной Армии и была отброшена, что повлекло за собой потерю боевого духа войск.
До сентября 1941 года группа была усилена до дивизии, прежде чем была преобразована в горнопехотную дивизию СС.
Дивизия воевала большую часть войны в Северной Европе (Финляндия и Норвегия), однако, в начале 1945 года была переброшена на Западный фронт и вела бои в Эльзас-Лотарингии и западной Германии. В апреле 1945 года оставшиеся силы были в экстренном порядке присоединены к составу формировавшейся в крайне сжатые сроки 38-й дивизии СС «Нибелунген».

## Организация
- 11-й горнопехотный полк СС «Рейнхард Гейдрих» (SS-Gebirgs-Jäger-Regiment 11 «Reinhard Heydrich»)
- 12-й горнопехотный полк СС «Михаэль Гайсмайр» (SS-Gebirgs-Jäger-Regiment 12 «Michael Gaißmair»)
- 5-й моторизованный полк СС (SS-Infanterie-Regiment (mot) 5)
  - 9-й пехотный батальон СС (SS-Infanterie-Bataillon 9)
  - 506-й моторизованный батальон СС (SS-Panzer-Grenadier-Bataillon 506)
  - 6-й мотострелковый батальон СС «Норд» (SS-Schützen-Bataillon «Nord» (mot) 6)
  - 6-й лыжный батальон СС «Норвегия» (SS-Ski(Jäger)-Bataillon «Norge»)
- 6-й горный артиллерийский полк СС (SS-Gebirgs-Artillerie-Regiment 6)
- 6-я батарея штурмовых орудий СС (SS-Sturmgeschütz-Batterie 6)
- 6-й реактивный артиллерийский дивизион СС (SS-Werfer-Abteilung 6)
- 6-й зенитный дивизион СС (SS-Flak-Abteilung 6)
- 6-й горный разведывательный батальон СС (SS-Gebirgs-Aufklärungs-Abteilung (mot) 6)
- 6-й батальон связи СС (SS-Gebirgs-Nachrichten-Abteilung 6)
- 6-й горный сапёрный батальон СС (SS-Gebirgs-Pionier-Bataillon 6)
- 6-й запасной батальон СС (SS-Feldersatz-Bataillon 6)
- 6-я рота пропаганды СС (норвежская часть) (SS-og-Polit-Kompanie (norwegische Einheit))

- Части и подразделения обеспечения (Divisionstruppen)
  - 6-й ремонтный батальон СС (SS-Instandsetzungs-Abteilung 6)
  - 6-й горный санитарный батальон СС (SS-Gebirgs-Sanitäts-Abteilung 6)
  - 6-й батальон снабжения СС (SS-Wirtschafts-Bataillon 6)
  - 6-й батальон управления СС (SS-Verwaltungstruppen-Abteilung 6)
  - 6-й кинологический батальон СС (SS-Feldhundetruppen-Abteilung 6)
  - 6-я рота обмундирования СС (SS-Bekleidungs-Kompanie 6)
  - 6-я ветеринарная рота СС (SS-Veterinär-Kompanie 6)
  - 6-й горный взвод военных корреспондентов СС (SS-Gebirgs-Kriegsberichter-Zug 6)
  - 6-й взвод полевой жандармерии СС (SS-Feldgendarmerie-Zug 6)

## Командиры
- 12 июня 1940 — 25 мая 1941 бригадефюрер СС Рихард Херрманн
- 25 мая 1941 — 1 апреля 1942 группенфюрер СС Карл-Мария Демельхубер
- 1 апреля — 14 июня 1942 оберфюрер СС Ганс Шайдер
- 14 июня — 15 октября 1942 бригадефюрер СС Маттиас Кляйнхайстеркамп
- 15 октября 1942 — 14 июня 1943 группенфюрер СС Лотар Дебес
- 14 июня 1943 — 23 августа 1944 обергруппенфюрер СС Фридрих-Вильгельм Крюгер
- 23 августа — 1 сентября 1944 бригадефюрер СС Густав Ломбард
- 1 сентября 1944 — 3 апреля 1945 группенфюрер СС Карл Генрих Бреннер
- 3 апреля — 8 мая 1945 штандартенфюрер СС Франц Шрайбер

## Награждённые Рыцарским крестом Железного креста

### Рыцарский Крест Железного креста (5)
- Готлиб Ренц — 12 августа 1944 — штандартенфюрер СС, командир 6-го мотострелкового батальона СС.
- Гюнтер Деген — 7 октября 1944 — гауптштурмфюрер СС, командир 1-го батальона 11-го горнопехотного полка СС.
- Фридрих-Вильгельм Крюгер — 20 октября 1944 — обергруппенфюрер СС, командир дивизии.
- Франц Шрайбер — 26 декабря 1944 — штандартенфюрер СС, командир 12-го горнопехотного полка СС.
- Карл Генрих Бреннер — 31 декабря 1944 — генерал-лейтенант войск СС, командир 12-го горнопехотного полка СС.